# Linnuse (Lääneranna)
Koordinaten: 58° 36′ N, 23° 44′ O
Linnuse ist ein Dorf (estnisch küla) in der Landgemeinde Lääneranna im Kreis Pärnu (bis 2017: Landgemeinde Hanila im Kreis Lääne) in Estland.

## Einwohnerschaft und Lage
Der Ort hat 26 Einwohner (Stand 31. Dezember 2011). Er liegt dreizehn Kilometer östlich des Hafens Virtsu.
Die Besiedlung der Gegend reicht weit zurück. Archäologen haben bei Linnuse Kultobjekte aus dem ersten Jahrtausend vor Christus nachgewiesen.

## Burgberg von Linnuse
In der Nähe des Dorfes, in Richtung Pajumaa, liegt der Burgberg Paehalle (estnisch heute Linnuse maalinn, Vatla maalinn bzw. Karuse maalinn). Er wurde 1226 in Heinrichs Livländischen Chronik (Heinrici Cronicon Lyvoniae) erwähnt.
Die Fläche des ovalen Innenhofs betrug etwa 1.700 Quadratmeter. Die Burg war von einem zwei bis drei Meter hohen Ringwall umgeben, der von einem breiten Burggraben geschützt wurde. Das Gelände war früher ein Moorgebiet. Die Burg selbst liegt auf dem nordwestlichen Ausläufer eines Moränenrückens.
Vom 11. bis 13. Jahrhundert war die Burg das Zentrum des historischen Kirchspiels. Von der ehemaligen Burg erstreckt sich ein weiter Blick über die Wälder bis zur fünf Kilometer entfernten Ostsee.